# Challenger de Indian Wells 2018
El Oracle Challenger Series Indian Wells 2018 fue un torneo de tenis profesional jugado en canchas duras. Se trata de la primera edición del torneo, que es parte de la 	ATP Challenger Tour 2018 para los hombres y WTA 125s de 2018 para las mujeres. Se llevó a cabo en Indian Wells, Estados Unidos, entre el 26 de febrero al 4 de marzo de 2018.

## Jugadores participantes del cuadro de individuales
| Favorito | País                            | Jugador          | Rank1 | Posición en el torneo |
| -------- | ------------------------------- | ---------------- | ----- | --------------------- |
| 1        | Bandera de Rumania              | Marius Copil     | 73    | Cuartos de final      |
| 2        | Bandera de Bosnia y Herzegovina | Mirza Bašić      | 74    | Primera ronda         |
| 3        | Bandera de Canadá               | Vasek Pospisil   | 83    | Semifinales           |
| 4        | Bandera de Estados Unidos       | Taylor Fritz     | 85    | Semifinales           |
| 5        | Bandera de Estados Unidos       | Frances Tiafoe   | 91    | Baja                  |
| 6        | Bandera de Rusia                | Mijaíl Yuzhny    | 93    | Primera ronda, retiro |
| 7        | Bandera de Francia              | Jérémy Chardy    | 96    | Segunda ronda, retiro |
| 8        | Bandera de Israel               | Dudi Sela        | 97    | Cuartos de final      |
| 9        | Bandera de Alemania             | Yannick Hanfmann | 117   | Primera ronda         |

- 1 Se ha tomado en cuenta el ranking del 19 de febrero de 2018.

### Otros participantes
Los siguientes jugadores recibieron una invitación (wild card), por lo tanto ingresan directamente al cuadro principal (WC):
- Evan King
- Sebastian Korda
- Reilly Opelka
- Noah Rubin

Los siguientes jugadores ingresan al cuadro principal tras disputar el cuadro clasificatorio (Q):
- Marcos Giron
- Christian Harrison
- Mitchell Krueger
- Alexander Sarkissian

### Individua femenino
| Tenista               | Ranking | Preclasificada |
| Magda Linette         | 55      | 1              |
| Varvara Lepchenko     | 66      | 2              |
| Hsieh Su-wei          | 69      | 3              |
| Kateryna Bondarenko   | 78      | 4              |
| Jennifer Brady        | 88      | 5              |
| Francesca Schiavone   | 93      | 6              |
| Natalia Vikhlyantseva | 94      | 7              |
| Duan Yingying         | 96      | 8              |

- Ranking del 19 de febrero de 2018

### Dobles femenino
| Tenista                       | Ranking | Preclasificada |
| Raluca Olaru Olga Savchuk     | 97      | 1              |
| Barbora Krejčíková Vera Lapko | 135     | 2              |
| Jennifer Brady Vania King     | 178     | 3              |
| Duan Yingying Wang Yafan      | 218     | 4              |

## Campeonas

### Individual Masculino
- Martin Kližan derrotó en la final a  Darian King, 6-3, 6-3

### Dobles Masculino
- Austin Krajicek /  Jackson Withrow derrotaron en la final a  Evan King /  Nathan Pasha, 6-7(3), 6-1, [11-9]

### Individuales femeninos
Sara Errani venció a  Kateryna Bondarenko] por 6-4, 6-2

### Dobles femenino
Taylor Townsend /  Yanina Wickmayer vencieron a  Jennifer Brady /  Vania King por 6-4, 6-4